# Arte barbarica

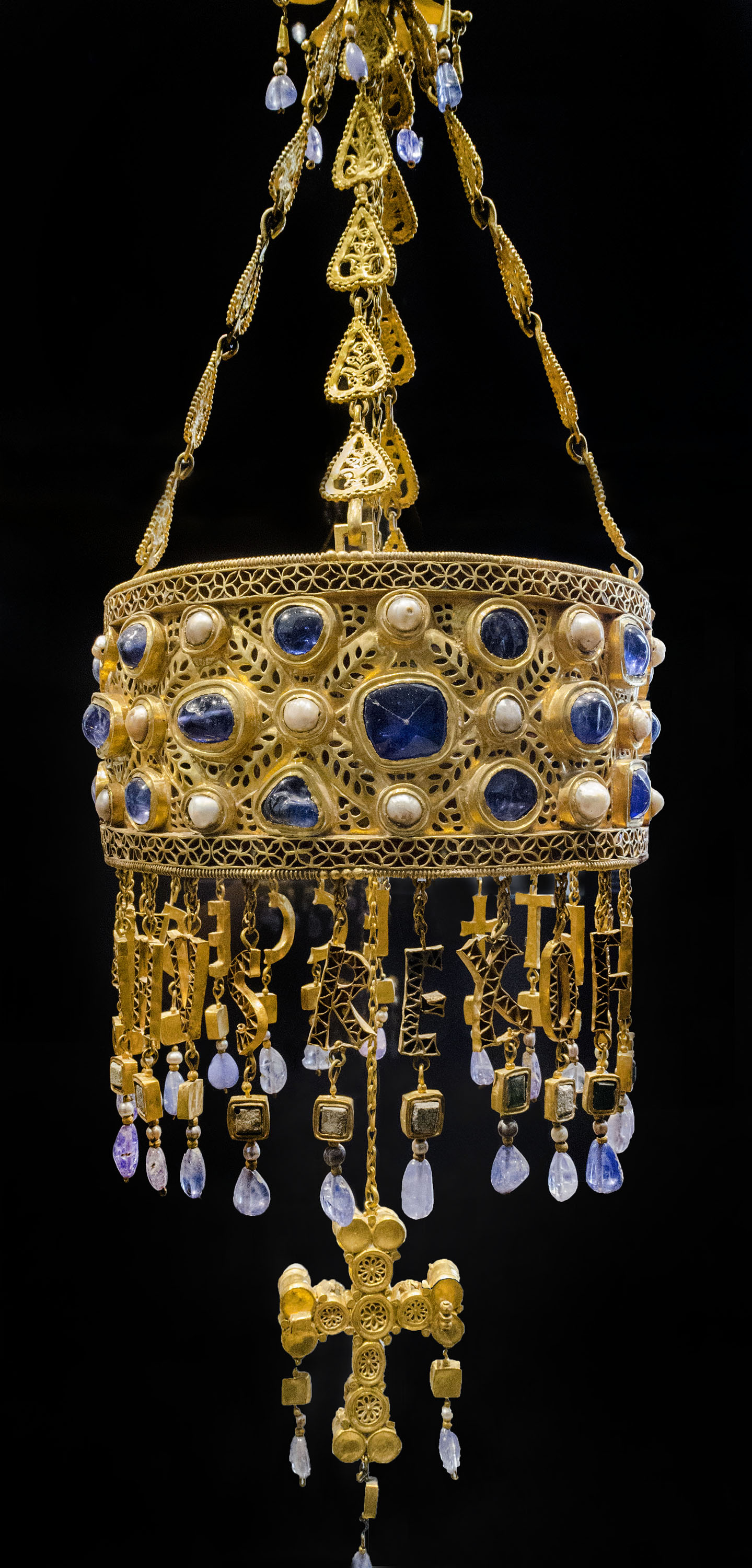
Corona votiva di Reccesvindo, parte del Tesoro di Guarrazar, VII sec.

Il termine arte barbarica individua il complesso di espressioni artistiche fiorite nel periodo delle invasioni barbariche, tra la tarda antichità e l'Alto Medioevo (V-IX secolo), in una zona geografica estesa dal Danubio alla penisola iberica, dall'Africa settentrionale alla Scandinavia e alle isole britanniche.
Documentata da numerosi monumenti in Italia, Germania, Francia e Spagna, quest'arte è derivata da quella propria dei nomadi asiatici, come dimostrano le scoperte archeologiche avvenute in Siberia, in Russia ed in altre regioni di quel continente. Quindi è l'arte ornamentale dell'oggetto facilmente trasportabile, adatto a una pratica di vita più nomade che stanziale. L'architettura, la scultura e la pittura prodotta dai vari regni barbarici non appartenne in origine tanto ai barbari quanto alle competenze, alle conoscenze e alla storia dei popoli sottomessi, anche se alcuni elementi e gusti tipicamente barbarici si introdussero nelle arti dei popoli conquistati.
Nonostante questo, i barbari non mancarono di produrre una loro architettura e una loro scultura: la prima fu caratterizzata da costruzioni in legno che non sopravvissero nel tempo, ma delle quali resta una traccia descrittiva nei poemi che valorizzarono i santuari scandinavi di Uppsala, i padiglioni reali germanici, le strutture religiose piramidali norvegesi e ucraine. La scultura, diffusa soprattutto in Scandinavia, produsse stele funebri di pietra raffiguranti le saghe nordiche, navi in legno impreziosite da teste di mostri e da fasce ornamentali che ispireranno l'attività artistica barbarica più emblematica: l'oreficeria.
L'influsso esercitato dall'arte barbarica sulle varie manifestazioni artistiche europee dei secoli successivi è notevole. Motivo caratteristico è la deformazione decorativa degli elementi naturali, molto stilizzati, a volte ridotti a puro elemento geometrico ed applicata a sculture, gioielli, armi, mosaici.
Ampie tracce dell'arte dei popoli germanici si ritrovano nei corredi funebri. Infatti questi popoli tenevano molto all'abbigliamento ed oggi la loro arte è documentata da fibule (fibbie) provenienti da Nocera Umbra e Gualdo Tadino. Vi si distinguono decorazioni di animali stilizzati, ripetuti simmetricamente e scomposti. Questa concezione artistica è totalmente astratta, non riconducibile a nulla che avesse un passato in Italia.
Viene ricompresa in questa suddivisione della storia dell'arte anche l'espressione artistica che si sviluppò in Irlanda, territorio rimasto all'esterno dell'impero romano e non soggetto alle invasioni barbariche. Evento determinante fu la cristianizzazione ad opera di san Patrizio, a cui seguì lo sviluppo di una caratteristica forma di monachesimo. I monasteri irlandesi furono al centro della cosiddetta arte insulare e si specializzarono nella miniatura, producendo decorazioni caratterizzate dai soliti motivi geometrico-astratti di stilizzazione delle forme naturali.

## Oreficeria barbarica
Fu in particolare in oreficeria che vennero raggiunti i migliori risultati artistici, con notevoli apporti originali. Le principali produzioni riguardano fibule, diademi, else, fibbie di cinturoni. 

### Stile policromo
Un primo stile, detto policromo, risale agli Unni e trovava dei precedenti nelle popolazioni stanziate sul Mar Nero. Si contraddistingue dall'uso di pietre levigate (spesso rosse come granati e almandini), incastonate nell'oro, sia isolate, sia a distanze ravvicinate, ricoprendo quasi l'intera superficie con sottili strisce di metallo prezioso tra un castone e l'altro. Nella seconda metà del V secolo questa tecnica raggiunse un apice all'epoca di Childerico I e più o meno contemporaneamente si diffuse anche in Italia e Spagna tramite i Goti. In Spagna le forme usate furono meno elaborate e meno ricche. Questa tecnica, oltre all'ampia diffusione, ebbe una vita molto lunga, essendo usata ancora dai Franchi e dai Longobardi nel VII secolo.

### Stile animalistico
Un secondo stile è quello animalistico, che venne portato ad alti livelli nel bacino del Mare del Nord e nella Scandinavia, prima di diffondersi in tutta Europa. I manufatti tipici in questo stile sono fibbie e guarnizioni varie ed hanno analogia con produzioni simili in province romane quali la Britannia e la Pannonia. In queste opere le figure geometriche invadono tutta la superficie ed a seconda dei risultati si hanno due, o tre per alcuni storici dell'arte, sottodivisioni:
1. Lo stile animalistico I: caratterizzato da una disposizione degli elementi scomposta ed asimmetrica; gli elementi zoomorfi sono essenziali ma realistici, spesso presentano elementi umani e i temi geometrici sono regolari.
2. Lo stile animalistico II: sviluppatosi successivamente su influsso dell'arte bizantina, presenta maggiore regolarità e fluidità del disegno; gli elementi zoomorfi diventano più stilizzati, fino a venire assorbiti in inestricabili motivi a nastro.

Secondo l'opinione di molti critici d'arte, le varie fasi stilistiche nascono anche dall'esigenza di proteggere e mascherare i miti pagani dalla diffusione del Cristianesimo.
In Italia notevoli esempi di oreficeria barbarica sono i reperti presenti nel Museo e tesoro del duomo di Monza (con la celebre Corona ferrea), nonché la Croce di Desiderio a Brescia e la lamina di re Agilulfo a Firenze; quest'ultima in bronzo dorato.

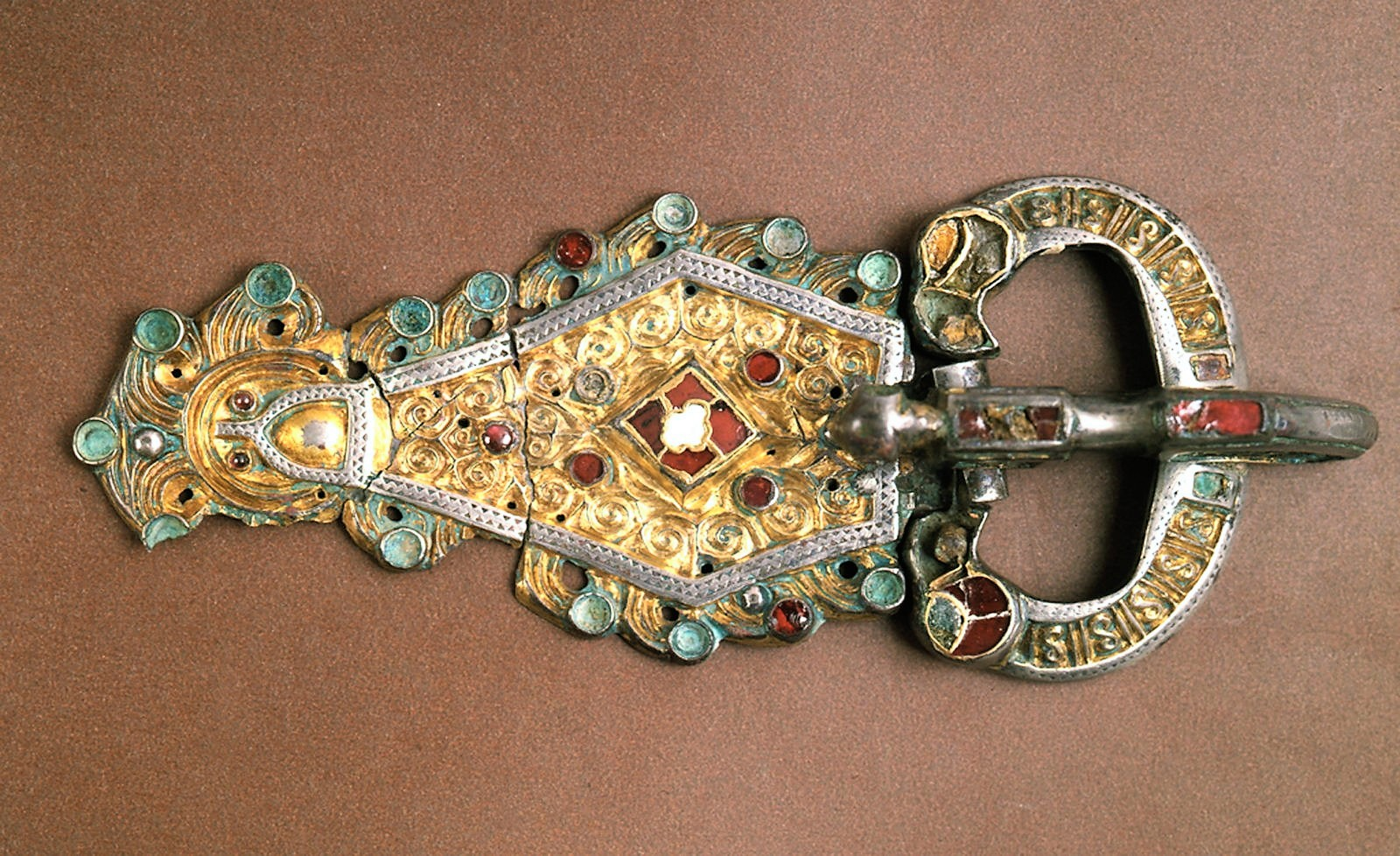
Fibbia di cintura ostrogota da Torre del Mangano, VI secolo, Pavia, Musei Civici